# Luigi Gigante
Luigi Gigante, detto "Gigi" (Napoli, 10 ottobre 1932 – Salerno, 6 maggio 2016), è stato un calciatore e allenatore di calcio italiano, di ruolo centrocampista.

## Caratteristiche tecniche
Giocò nel ruolo di mediano.

## Carriera

### Giocatore
Luigi Gigante si trasferì molto giovane a Salerno, proveniente dal Casale Posillipo. Gigante arrivò a disputare 212 partite con la maglia della Salernitana, tra Serie B e Serie C, che fecero di lui il sesto giocatore di sempre per numero di presenze con la maglia granata. Passò poi all'Udinese, squadra con cui disputò una gara nel campionato di Serie A, la vittoria casalinga per 2-1 contro la Roma del 12 febbraio 1961.

### Allenatore
A lungo allenatore in seconda della squadra, Gigante allenò la Salernitana in tre occasioni. Nel 1979-80, in C1, quando guidò la squadra nelle ultime otto partite di campionato, dopo le dimissioni di Antonio Giammarinaro, concludendo con un settimo posto. Tornò ad allenare i granata, per una sola settimana, nella C1 del 1981-82, prima di lasciare il posto a Romano Mattè. Allenò, infine, la squadra per una partita di Coppa Italia del 1988.